# Ezequiel Torroella i Mató
Ezequiel Torroella i Mató (Palamós, 1921 - 1998) va ser un pintor que va centrar la seva obra en el paisatge, les marines i els racons de Palamós i el seu entorn. Es va formar prop del pintor palamosí Francesc Vidal Palmada. Després de la Guerra Civil va freqüentar el Cercle Artístic de Barcelona i es va dedicar, preferentment, al conreu de l'aquarel·la. El 1951 va guanyar la medalla Roig Ensenyat de l'Agrupació d'Aquarel·listes de Catalunya. Va fer la primera exposició individual el 1947 i ho va seguir fent de manera regular fins al 1971. Gradualment va anar familiaritzant-se amb la tècnica de la pintura a l'oli. El 1967 i el 1968 va ser guardonat al premi de pintura Vila de Palamós. La seva obra és de caràcter figuratiu i d'inspiració impressionista, atenta a la intensitat del color, els efectes atmosfèrics i els punts de vista naturalistes. L'any 2008 un conjunt important de la seva obra va ser donat a l'Ajuntament de Palamós i es troba exposat a l'espai municipal d'art i patrimoni de la capella del Carme.